# Wsalanie
Wsalanie - zjawisko zwiększania rozpuszczalności niektórych związków (zwłaszcza białek z grupy globulin) w wodzie po dodaniu do układu prostych soli nieorganicznych.
Zjawisko to jest odwrotnością wysalania, czyli doprowadzania do koagulacji koloidów, poprzez dodanie do nich prostych soli nieorganicznych.